# Jericó (Boyacá)
Jericó es un municipio colombiano ubicado en la provincia de Valderrama, en el departamento de Boyacá, siendo un municipio reconocido a nivel nacional por ser turístico religioso. Se encuentra a 158 km de Tunja, la capital del departamento. Es el municipio más alto del departamento y el cuarto en Colombia.

## Toponimia

### Origen lingüístico[6]
- Familia lingüística: Afroasiática
- Lengua: Árabe / Hebreo

### Significado
Jericó se menciona en los textos bíblicos y proviene del árabe ariha. En lengua hebrea yériho-yerekj-yerik expresa "lugar de las fragancias".

### Origen / Motivación
El nombre del municipio se relaciona con la población de Jericó, antigua ciudad amurallada del pueblo cananeo, situada en Cisjordania, cerca del río Jordán, en los territorios palestinos.

### Nombres históricos
- Cheva, Chiva, Uwa (siglo XVI)
- Nuestra Señora de la Natividad de Jericó (1822)

## Historia
Antes de la llegada de los españoles existieron en el territorio de los indios laches tres grupos indígenas que se llamaban Cheva, Ura y Ogamora. Hasta el primero de estos llegó el conquistador Hernán Pérez de Quesada, con una tropa de 100 hombres, en busca de un lugar llamado «Casa del Sol», que supuestamente albergaba oro. Los aborígenes de Cheva, junto con las tribus vecinas, se opusieron al dominio español. 
En 1602, se estableció el primer asentamiento en el territorio, al cual se le llamó Pueblo Viejo de Ura, nombre que recibió por muchos años. Posteriormente, el poblado se asentó en el caserío llamado Cheva. El primer alcalde pedáneo fue Juan Antonio Pineda, quien tomó posesión en la ciudad de Tunja el 6 de junio de 1780, siendo su cargo alcalde de la parroquia de Cheva. El caserío llamado Cheva duró hasta 1821 cuando a causa del efecto del clima, que causaba detrimento en la salud de los pobladores, se decidió trasladarlo de nuevo al sitio que ocupa actualmente.
En la actualidad la población del municipio se caracteriza por presentar un arraigo a la religión católica, aunque la infraestructura de la iglesia se encuentra en deterioro, siendo una infraestructura con un alto valor arquitectónico, considerada de un alto Valor inmaterial del municipio.

## Geografía
El territorio del municipio se ubica en la cordillera Oriental colombiana, con altitud que oscila entre los 1438 m s. n. m. en la rivera del río Chicamocha hasta los 4.000 m s. n. m. en el sitio «Peña Negra» ubicada en el Parque nacional natural Pisba. La diversidad de pisos térmicos, implica diversidad climática, con temperaturas entre 0 °C a 30 °C.
Cuenta con la siguiente microcuencas:
- Río Canoas
- Quebrada Cocubal
- Río Chicamocha
- Río Veraguas
- Quebradas: quebrada Honda (Pueblo Viejo), del Valle, El Bebedero o quebrada de Cheva, quebrada del Juncal, quebrada Honda (Bacota), quebrada del Muerto o la Chagra.

Lagunas:La laguna Limpia (vereda la Estancia), La laguna de Tintoba Chiquito, originada por un deslizamiento en 1980.
Límites del municipio
El Municipio de Jericó limita al norte con la Uvita, al Oriente con Chita, al occidente con Sativanorte y Susacón y al sur con Socotá.
Datos generales
- Extensión total: 179 kilómetros cuadrados km²
- Población: 4,538 hab
- Cabecera: 604 hab
- Resto: 3,934 hab
- Densidad de población: 25,35 hab/km²
- Altitud de la cabecera municipal (m s. n. m.): 3100 Metros
- Temperatura media: 11 °C
- Distancia de referencia: 158 kilómetros de Tunja

## División Político-Administrativa
Su Cabecera municipal, se encuentra dividida en los barrios: Chapinero, Divino Niño, Runta, Sagrado Corazón, Virgen del Carmen.
Jericó tiene bajo su jurisdicción los siguientes Centros poblado: Cheva.

#### Veredas
Además, el municipio está compuesto con las siguientes veredas:
Bácota, Centro, Chilcal, Cucubal, Estancia, Juncal, Ovejera, Puebloviejo, Tapias, Tintova.

## Ecología
El municipio de Jericó cuenta con un estudio de clasificación agroecológica de suelos de la subdirección agrológica del Instituto Geográfico Agustín Codazzi (IGAC), identificando las siguientes clases.
- Clase IV – CLIV: veredas Centro, Cocubal, Juncal y Tintoba, adecuado para cultivo.
- Clase VI – CLVI: suelos de baja amplitud, con exceso de drenaje, ondulados, escarpados y erosionados, con baja fertilidad; se les utiliza para el cultivo de papa, haba y pastos.
- Clase VIII – CLVIII: los suelos áridos, rocosos con suelos superficiales y laderas inclinadas. Está zona está localizada a los costados occidente y noroeste de Jericó.

## Economía
Existen tres actividades económicas importantes en el municipio: la agricultura, ganadería y minería. Los productos agrícolas destacados son: alfalfa, breva, papa, trigo, maíz, haba, cebada, arvejas, hortalizas. En la rivera del río Chicamocha y en Cheva se cultiva yuca, ñame, caña de azúcar, café, chirimoyas, naranjas, plátanos y anís. En ganadería ostenta alrededor de 3000 cabezas de bovinos, que producen al menos 1500 litros al día de leche. Existe también ganado caballar, mular, asnar, porcino y aves de corral. En minería existe explotación a baja escala de carbón y yeso, y yacimientos no explotados de cuarzo, azufre, hierro, asfalto, mármol y alumbre.

## Turismo
El municipio tiene casas coloniales que representan escenarios propios de la historia del país estas son:
- El Oratorio: llamado la Casa del Sol situado en la vereda La Ovejera,
- Lasa Del Bosque: cuartel general durante la Guerra de los Mil Días, sitio donde se firmó el acuerdo de paz que marcó su fin; se ubica en la vereda de la estancia.
- Los primeros molinos de agua en las veredas de la estancia y Molino Viejo.
- En el centro urbano, una construcción de estilo gótico con dos torres de 48 m.